# Eriocaulon woodsonianum
Eriocaulon woodsonianum är en gräsväxtart som beskrevs av Harold Norman Moldenke. Eriocaulon woodsonianum ingår i släktet Eriocaulon och familjen Eriocaulaceae. Inga underarter finns listade i Catalogue of Life.